# Saison 9 de Stargate SG-1
Chronologie
Saison 8 Saison 10
Cet article présente le guide des épisodes de la neuvième saison de la série télévisée Stargate SG-1 qui se déroule parallèlement à l'action de la Saison 2 de Stargate Atlantis.

## Distribution
- Ben Browder : Lieutenant-Colonel Cameron Mitchell
- Amanda Tapping : Lieutenant-Colonel Samantha Carter
- Christopher Judge : Teal'c
- Claudia Black: Vala Mal Doran
- Beau Bridges : Major-Général Hank Landry
- Michael Shanks : Dr Daniel Jackson

### Invités
- Richard Dean Anderson :  Major-Général Jack O'Neill (épisodes 1 et 3)
- Don S. Davis : Lieutenant-Général George Hammond (épisodes 10 et 11)

## Épisodes

### Épisode 1:Le Trésor d'Avalon (1/2)
- États-Unis : 15 juillet 2005
- France : 18 février 2006 sur M6

- États-Unis : 2,1 millions de téléspectateurs[1] (première diffusion)

- Claudia Black (Vala)
- Obi Ndefo (Rak'nor)
- Martin Christopher (Lieutenant Kevin Marks)
- Gary Jones (Sergent Walter Harriman)
- Bill Dow (Dr Lee)
- Richard Dean Anderson (Général Jack O'Neill)
- Matthew Walker (Merlin)

### Épisode 2:Le Trésor d'Avalon (2/2)
- États-Unis : 22 juillet 2005
- France : 18 février 2006 sur M6

- États-Unis : 2,1 millions de téléspectateurs[2] (première diffusion)

- Claudia Black (Vala)
- Obi Ndefo (Rak'nor)
- Martin Christopher (Lieutenant Kevin Marks)
- Gary Jones (Sergent Walter Harriman)
- Bill Dow (Dr Lee)
- Larry Cedar (Prêtre Ori)
- Lexa Doig (Dr Carolyn Lam)
- Steve Park (Harrid)
- April Telek (Sallis)
- Nick Harrison (Chevalier)
- Mark Houghton (Prêtre)

### Épisode 3:Le Livre des Origines
- États-Unis : 29 juillet 2005
- France : 25 février 2006 sur M6

- États-Unis : 2,0 millions de téléspectateurs[3] (première diffusion)

- Bill Dow (Dr Lee)
- Lexa Doig (Dr Carolyn Lam)
- Gary Jones (Sergent Walter Harriman)
- Louis Gossett Jr. (Gerak)
- Claudia Black (Vala)
- Larry Cedar (Prêtre Ori)
- Steve Park (Harrid)
- Julian Sands (Doci)
- April Telek (Salis)
- Gardiner Millar (Yatyir)
- Richard Dean Anderson (Général Jack O'Neill)

### Épisode 4:Ce lien qui nous unit…
- États-Unis : 5 août 2005
- France : 4 mars 2006 sur M6

- États-Unis : 2,0 millions de téléspectateurs[4] (première diffusion)

- Bill Dow (Dr Lee)
- Lexa Doig (Dr Carolyn Lam)
- Claudia Black (Vala)
- Michael P. Northey (Inago)
- Darren Moore (Vosh)
- Wallace Shawn (Arlos)

### Épisode 5:Prosélytisme
- États-Unis : 12 août 2005
- France : 11 mars 2006 sur M6

- États-Unis : 2,0 millions de téléspectateurs[5] (première diffusion)

- Lexa Doig (Dr Carolyn Lam)
- Gary Jones (Sergent Walter Harriman)
- Claudia Black (Vala)
- Cam Chai (Vachna)

### Épisode 6:Le Piège
- États-Unis : 19 août 2005

- États-Unis : 1,9 million de téléspectateurs[6] (première diffusion)

- Claudia Black (Vala Mal Doran)
- Gary Jones (Sergent Walter Harriman)
- Maury Chaykin (Nerus)
- Louis Gossett Jr. (Gerak)
- Barclay Hope (Colonel Lionel Pendergast)
- Dan Shea (Sergent Sylvester Siler)

### Épisode 7:Terre d'asile
- États-Unis : 26 août 2005

- États-Unis : 1,9 million de téléspectateurs[7] (première diffusion)

- Cliff Simon (Ba'al)
- Peter Flemming (Agent Malcolm Barret)
- Louis Gossett Jr. (Gerak)
- Gary Jones (Sergent Walter Harriman)
- Barclay Hope (Colonel Lionel Pendergast)
- Gardiner Millar (Yat'yir)
- Ken Dresen (Alex Jameson)
- Chilton Crane (Sheila Jameson)
- Sonya Salomaa (Charlotte Mayfield)
- Kendall Cross (Julia Donovan)
- Diego Klattenhoff (Commandant du SWAT)

### Épisode 8:Pour l'honneur
- États-Unis : 9 septembre 2005

- États-Unis : 2,0 millions de téléspectateurs[8] (première diffusion)

- Lexa Doig (Dr Carolyn Lam)
- Gary Jones (Sergent Walter Harriman)
- Tony Todd (Lord Haikon)
- Jason Winston George (Jolan)
- Jarvis George (Volnek)
- Darcy Laurie (Tass'An)
- William B. Davis (Prêcheur Damaris)

### Épisode 9:Prototype
- États-Unis : 16 septembre 2005

- États-Unis : 1,8 million de téléspectateurs[9] (première diffusion)

- Gary Jones (Sergent Walter Harriman)
- Robert Picardo (Richard Woolsey)
- Lexa Doig (Dr Carolyn Lam)
- Ivan Cermak (Kressler)
- Neil Jackson (Khalek)

### Épisode 10:Le Quatrième Cavalier de l'Apocalypse (1/2)
- États-Unis : 16 septembre 2005

- États-Unis : 1,8 million de téléspectateurs[9] (première diffusion)

- Tony Amendola (Bra'tac)
- Gary Jones (Sergent Walter Harriman)
- Bill Dow (Dr Lee)
- Lexa Doig (Dr Carolyn Lam)
- Thomas Milburn Jr (Officier Hazmat)
- Gardiner Millar (Yat'yir)
- Ty Olsson (Colonel Barnes)
- Louis Gossett Jr. (Gerak)
- Cameron Bright (Orlin)
- Don S. Davis (Général George S. Hammond)

### Épisode 11:Le Quatrième Cavalier de l'Apocalypse (2/2)
- États-Unis : 6 janvier 2006

- États-Unis : 1,9 million de téléspectateurs[10] (première diffusion)

- Lexa Doig (Dr Carolyn Lam)
- Simone Bailly (Kal'el)
- Don S. Davis (Général George S. Hammond)
- Louis Gossett Jr. (Gerak)
- Tony Amendola (Bra'tac)
- Gary Chalk (Colonel Chekov)
- Gary Jones (Sergent Walter Harriman)
- Cameron Bright (Orlin)
- Tony Todd (Lord Haikon)
- William B. Davis (Prêcheur Damaris)
- Jason Winston George (Jolan)
- Jeff Judge (Aron)

### Épisode 12:Dommage collatéral
- États-Unis : 13 janvier 2006

- États-Unis : 1,7 million de téléspectateurs[11] (première diffusion)

- Gary Jones (Sergent Walter Harriman)
- John Treleaven (Colonel Davidson)
- Maximillian Uhrin (Cameron jeune)
- Anna Galvin (Dr. Reya Varrick)
- Warren Kimmel (Dr. Marell)
- William Atherton (Émissaire Varta)
- Ian Robison (Le père de Cameron)

### Épisode 13:Effet domino
- États-Unis : 20 janvier 2006

- États-Unis : 1,8 million de téléspectateurs[12] (première diffusion)

- Lexa Doig (Dr Carolyn Lam)
- Bill Dow (Dr Bill Lee)
- JR Bourne (Martouf/Lantash)
- Teryl Rothery (Dr Janet Fraiser)
- Dan Shea (Sergent Sylvester Siler)
- Gary Jones (Sergent Walter Harriman)

### Épisode 14:Prise de contrôle
- États-Unis : 27 janvier 2006

- États-Unis : 1,8 million de téléspectateurs[13] (première diffusion)

- Tony Amendola (Bra'tac)
- Cliff Simon (Ba'al)
- Reed Diamond (Major Bryce Ferguson)
- Simone Bailly (Kal'el)
- Gardiner Millar (Yat'yir)
- Eric Breker (Colonel Albert Reynolds)
- Ken Kirzinger (Commandant Jaffa)
- Yan Feldman (Til'Vak)
- Dakin Matthews (Maz'rai)

### Épisode 15:Ingérence
- États-Unis : 3 février 2006

- États-Unis : 1,6 million de téléspectateurs[14] (première diffusion)

- Martin Christopher (Capitaine Kevin Marks)
- Gary Jones (Sergent Walter Harriman)
- Chelah Horsdal (Lieutenant Womak)
- Ernie Hudson (Commandeur Goran Pernaux)
- Matthew Bennett (Sénateur Jared Kane)
- John Aylward (Président Nadal)
- Desiree Zurowski (Présidente Chaska)
- Barclay Hope (Colonel Lionel Pendergast)

### Épisode 16:Hors limite
- États-Unis : 10 février 2006

- États-Unis : 1,6 million de téléspectateurs[14] (première diffusion)

- Gary Jones (Sergent Walter Harriman)
- Cliff Simon (Ba'al)
- Vincent Corazza (Worrel)
- Eric Breker (Colonel Albert Reynolds)
- Matthew Glave (Colonel Paul Emerson)
- Martin Christopher (Capitaine Kevin Marks)
- Maury Chaykin (Nerus)
- Peter New (Fermier)

### Épisode 17:Le Châtiment
- États-Unis : 17 février 2006

- États-Unis : 1,6 million de téléspectateurs[15] (première diffusion)

- Robert Picardo (Représentant Richard Woolsey)
- Gary Jones (Sergent Walter Harriman)
- Bill Dow (Dr Lee)
- Tamlyn Tomita (Représentant Shen Xiaoyi)
- Mark Oliver (Représentant Lapierre)
- Tony Alcantar (Dr Myers)
- John Prowse (Colonel Stewart Pearson)

### Épisode 18:Le Manteau d'Arthur
- États-Unis : 24 février 2006

- États-Unis : 1,7 million de téléspectateurs[16] (première diffusion)

- Bill Dow (Dr Lee)
- Morris Chapdelaine (Prêcheur)
- Gary Jones (Sergent Walter Harriman)
- Doug Wert (Major Hadden)
- Jarvis George (Volnek)
- Darren Giblin (Conway)
- Eric Breker (Colonel Albert Reynolds)
- Tony Todd (Lord Haikon)

### Épisode 19:La Grande Croisade
- États-Unis : 3 mars 2006

- États-Unis : 1,8 million de téléspectateurs[17] (première diffusion)

- Claudia Black (Vala)
- Garry Chalk (Colonel Chekov)
- Dan Shea (Sergent Sylvester Siler)
- Doug Abrahams (Prêcheur)
- Alex Dafoe (Halstrom)
- Tim Guinee (Tomin)
- Tamlyn Tomita (Représentante Shen Xiaoyi)
- Michael Ironside (Seevis)
- Daniella Evangelista (Denya)

### Épisode 20:La Première Vague
- États-Unis : 10 mars 2006

- États-Unis : 1,9 million de téléspectateurs[18] (première diffusion)

- Claudia Black (Vala)
- Garry Chalk (Colonel Chekov)
- Nancy Martin (La femme de Meurik)
- Katharine Isabelle (Valencia)
- Matthew Walker (Merlin)
- Noah Danby (Cha'ra)
- David Thomson (Antonius)
- John Noble (Meurik)
- Martin Christopher (Major Kevin Marks)
- Bruno Verdoni (Lieutenant de Nétan)